# Bébé à la ferme
Bébé à la ferme è un cortometraggio muto del 1911 diretto da Louis Feuillade.

## Produzione
Il film fu prodotto dalla Société des Etablissements L. Gaumont

## Distribuzione
Distribuito dalla Société des Etablissements L. Gaumont, uscì nelle sale cinematografiche francesi nel luglio 1911.
La Kleine Optical Company lo distribuì il 19 settembre negli Stati Uniti con il titolo Jimmie on Guard. Nelle proiezioni, veniva programmato con il sistema dello split reel, accorpato in un'unica bobina con un altro cortometraggio, il documentario Crossing the Alps in a Motor.